# Pz.Kpfw. VI Tiger (P)
Panzerkampfwagen VI (P), «Sonderkraftfahrzeug II», «Tiger (P)», «Тигр Порше» — немецкий тяжёлый танк времён Второй мировой войны, созданный Фердинандом Порше и фирмой Porsche.
В ходе работ над танком он имел различные наименования:
- VK 45.01 (P)
- «Porsche Typ 101»／«Sonderkraftfahrzeug II EA»
- «Porsche Typ 102»／«Sonderkraftfahrzeug II HA»
- «Porsche Typ 103»／«Sonderkraftfahrzeug II EA»
- «Porsche Typ 130»／«Sonderkraftfahrzeug 101 WE»
- «Porsche Typ 131»／«Sonderkraftfahrzeug 101 WH»
- «Pz.Bef.Wg.VI (P)»

Прототип был представлен Адольфу Гитлеру 30 апреля 1942 года наряду с конкурирующим VK 45.01 (H), проектом фирмы «Хеншель» (конструктор Эрвин Адерс). Однако по результатам военной комиссии вариант фирмы «Хеншель» был признан как более удачный и принят на вооружение Вермахта. Это решение во многом обусловила электрическая трансмиссия танка Порше, требовавшая на изготовление большое количество дефицитной меди, хотя сам VK 45.01 (P) был практически готов к серийному производству, чего нельзя было сказать о его оппоненте. В итоге было построено всего 10 машин (№ 150001 — 150009, 150013).

## История создания и производства
История создания танков «Тигр» конструкции фирм «Порше» и «Хеншель», неразрывно связана между собой.
До сих пор никто не может сказать точно, когда началась работа по созданию «Тигра». Многие исследователи называют дату 26 мая 1941 года, когда было выдано техническое задание. В этот день в Бергхофе состоялось совещание, на котором обсуждалось состояние немецких бронетанковых сил, которое вытекало из анализа их боевого применения во Франции. На нём присутствовали: А. Гитлер, рейхсминистр вооружения и боеприпасов Ф. Тодт, председатель «танковой комиссии» Рейхсминистерства, почётный доктор технических наук Ф. Порше, начальник управления вооружений сухопутных войск Заур, его заместители: полковник Филпс, подполковник фон Вилке, старший советник службы конструирования Э. Книпкампф и директор фирмы Штайр Хаккер. Особое внимание присутствующих Гитлер обратил на разработку средств борьбы с британским пехотным танком «Матильда».
Одним из пунктов повестки дня стал доклад начальника управления вооружений о ходе проектных работ по танкам VK 45.01 (P) и VK 36.01 (H), макеты которых были представлены здесь же для показа. Из этого следует, что танки на момент совещания уже находились на стадии разработки.
Нападение на СССР первоначально никак не повлияло на создание немецкого тяжёлого танка, так как все усилия немецких конструкторов были брошены на совершенствование уже имеющихся серийных машин, в связи с чем работы по проектированию и созданию тяжёлых танков были временно прекращены. Однако уже осенью, в связи с постоянными жалобами танкистов Панцерваффе на неудовлетворительную бронестойкость машин и слабое вооружение, работы по созданию нового танка были возобновлены. В результате доработок танка фирмы «Хеншель» (изменение подбашенной коробки, увеличение толщины брони, доработки в ходовой части) вес прототипа достиг 48 тонн вместо первоначально заявленных 36. После этого проект был переименован из VK 36.01 (H) в VK 45.01 (H). В результате увеличения веса машины увеличилось и давление гусениц на грунт, в связи с чем были применены чрезвычайно широкие гусеницы. На них танк не вписывался на железнодорожные платформы, поэтому его приходилось каждый раз «переобувать».
Примерно в это же время состоялся первый скандал, связанный с созданием танка Порше. Управление вооружений заказало фирме Крупп не ту башню, которая была разработана в КБ «Порше». Вместо башни с погоном в 2000 мм и вооружённую 88-мм пушкой была изготовлена башня с погоном в 1820 мм, что затрудняло установку орудия, которое к тому времени так же не было изготовлено из-за решения Управления вооружения отложить работы по её запуску в производство на год. Рейхсминистр Тодт, который лично курировал проект, подал жалобу Гитлеру. С тех пор начались постоянные конфликты между Управлением вооружений и Ф. Порше.
Ф. Порше пользовался личным покровительством Ф. Тодта. И когда Тодт 3 февраля 1942 года разбился в авиакатастрофе, а его место занял Альберт Шпеер, машина доктора Порше в одно мгновение из «приоритетного танка прорыва» превратилась в «чрезмерно затратную и ненадёжную». Управление вооружений, при помощи Шпеера, постоянно доказывало Гитлеру о нецелесообразности создания танка Порше, так как революционное для того времени решение использовать электрогенераторы в качестве трансмиссии требовало очень много меди, а также было ненадёжно при эксплуатации танка.
Изначально планировалось к марту 1943 года изготовить 135 машин этого класса, из них 85 танков Порше, 50 — фирмы Хеншель.
Но, по мнению Шпеера, изготовление одновременно двух однотипных машин было нерациональным, о чём он также неоднократно докладывал Гитлеру.
Прототип, он же первый серийный танк, был построен в апреле 1942 года, в июне сдали второй танк. В августе собрали 4 танка, в сентябре — 3, в октябре сдали последний танк (№ 150013), оборудованный как Pz.Bef.Wg. VI (P).

## Испытания
20 апреля 1942 года (в день рождения Гитлера) состоялся первый показ и сравнительные испытания обоих танков. Из отчёта о проведённых испытаниях известно, что по проходимости танк фирмы Порше превзошёл своего оппонента, чему в большой степени способствовала более удачная ходовая часть.
Однако было отмечено, что машины нуждаются в последующей доработке, так как из-за значительного утяжеления машин вследствие дополнительной установки более мощной брони, а у VK 45.01 (H) — ещё и более тяжёлой башни с орудием (на VK 45.01 (H) была установлена башня с 88-мм орудием прототипа Порше, так как его «родная» башня с 75-мм орудием к моменту испытаний была не готова) — танки имели неудовлетворительную проходимость по пересечённой местности, малую скорость и запас хода.
Большим «минусом» в танке VK 45.01 (P) была его электротрансмиссия. Затраты на электрогенераторы (а именно — медь, необходимую для них), приводящие в движение танк, были для страны военного времени непозволительной роскошью. Западные историки склоняются именно к этой версии закрытия проекта, а также неудовлетворительной ходовой части машины, которая умудрялась застревать на любом мягком грунте. Считается, что Ф. Порше не смог устранить все неполадки своей машины, в результате чего под названием «Тигр» в серийное производство пошёл танк конструкции фирмы «Хеншель», но с башней от танка Порше. Однако российский исследователь М. Свирин считает, что всему виной был приказ Гитлера о создании на базе нового танка штурмового орудия, вооружённого длинноствольной противотанковой пушкой Pak 43 фирмы Рейнметалл. Фирма Хеншеля не успевала по срокам к доводке своего шасси под САУ, а потому и не решилась на его проектирование. Порше, напротив, активно включился в работу по производству новой машины, которую впоследствии, по личному приказу Гитлера в честь Фердинанда Порше назвали «Фердинанд».
Так или иначе, но перспективная для своего времени машина под индексом VK 45.01 (P) в серию не пошла, было изготовлено всего десять машин, однако 90 шасси под танки «Тигр» (P) было заказано ещё до официальных сравнительных испытаний прототипов, что, в свою очередь, не исключает и версию о том, что Ф. Порше был уверен в победе своего детища и заранее подготовился к его серийному выпуску. Впоследствии все шасси были использованы для производства САУ.

## Характерные особенности
Ходовая часть машины состояла из шести двойных катков на борт, расположенных попарно на трёх тележках, с обрезинкой внутри колеса, что в значительной степени способствовало большей износостойкости резинового бандажа. Впоследствии катки с подобными бандажами стали использовать на «Тиграх» и «Пантерах». Торсионы располагались в тележке, а не внутри корпуса, как у подавляющего большинства танков того времени. Ведущее колесо располагалось сзади, в противовес традиционному у немецких танков переднему расположению.
В танке устанавливалось два двигателя воздушного охлаждения V10, которые работали на два генератора, а те, в свою очередь, питали два тяговых электромотора, приводящих в
движение ведущие колёса.

## Боевое применение
Из выпущенных с апреля по октябрь 10 танков 4 использовались как опытные образцы, на которых тестировались различные агрегаты. Еще три танка в августе 1943 года были переделаны в Bergepanzer VI (P), 2 машины остались в ведении Wa Pruef 6. Последний танк, выпуска октября 1942 года (№ 150013) был собран в варианте Pz.Bef.Wg. VI (P). Пройдя многократные испытания, в начале 1944 года подвергся модернизации (усиление лобовой брони до 200-мм и циммерит), после чего был отправлен в расположение 653-го тяжёлого батальона истребителей танков в качестве командирского танка с бортовым номером «003». Участвовал в боях в районе Галиции. Никаких подробностей первого и одновременно последнего случая боевого применения Pz.Bef.Wg.VI (P) не сохранилось. Можно лишь утверждать, что танк был уничтожен в ходе наступления советских войск: ещё 18 июля он числился в составе батальона, а 22 июля его, как и двух Bergepanzer VI (P), там уже не было.

## САУ «Фердинанд»
На базе танка Pz.Kpfw. VI Tiger (P) была создана тяжёлая самоходная артиллерийская установка (САУ) класса истребителей танков, всего 91 единица.
Боевое крещение приняла в сражении на северном фасе Курской дуги. В теории, являлась грозным противником, однако из-за отсутствия пулемётного вооружения, низкой подвижности, слабой проходимости и механической ненадёжности становилась лёгкой добычей для пехоты. В начале 1944 года, в ходе модернизации, был установлен курсовой пулемёт, командирская башенка, машины были обмазаны циммеритом. Однако проблемы, связанные с надежностью моторно-трансмиссионной группы, до конца решены не были. В дальнейшем принимали участие в боях на Западной Украине и в Италии. Последние 4 машины были потеряны в ходе боев за Берлин.

## БРЭМ «Тигр» фирмы «Порше»
В августе 1943 года три «Тигра» Порше на заводе «Нибелунгенверке» были переделаны в бронированную ремонтно-эвакуационную машину (БРЭМ) и осенью поступили в 653-й батальон истребителей танков по одной машине на роту.